# Nova hrvatska inicijativa
Nova hrvatska inicijativa bila je hrvatska bosanskohercegovačka politička stranka osnovana 1998. pod imenom Bosanskohercegovačka hrvatska demokratska zajednica (BHHDZ). Ubrzo nakon osnutka promijenila je ime u Nova hrvatska inicijativa (NHI). 

## Osnivanje
Na Petom saboru HDZ-a BiH Krešimir Zubak, neslažući se sa stajalištima vodstva HDZ-a BiH, predložio je da za novog predsjednika stranke bude izabran Božo Ljubić kojeg je smatrao umjerenim političarom za razliku od tadašnjeg vodstva. Međutim, Ljubić je odustao od kandidature, a za predsjednika HDZ-a BiH izabran je Ante Jelavić. Ovaj izbor dogodio se mimo volje HDZ-a u Hrvatskoj i predsjednika Franje Tuđmana čime je on izgubio raniji utjecaj kojeg je imao u HDZ-u BiH.
Zubak i njegova skupina smatrali su kako vodstvo tadašnjeg HDZ-a BiH nije držalo do interesa Hrvata u srednjoj Bosni i Posavini, već samo do osobnih interesa, što je bio povod za njegov odlazak iz HDZ-a BiH i Bosanskohercegovačke hrvatske demokratske zajednice koja je okupljala nezadovoljne vodstvom u HDZ-u BiH. Nedugo nakon osnivanja stranka je promijenila naziv iz BHHDZ u Novu hrvatsku inicijativu. Članstvo stranke uglavnom su činili liberali, od kojih su glavnina bili nezadovoljnici iz HDZ-a BiH.

## Suradnja s HSS-om BiH
Na lokalnim izborima 2004. NHI započinje suradnju s HSS-om BiH kojem je na čelu bio Marko Tadić. Zajedno su uspjeli dobiti tri vijećnika u općini Bosanski Brod i Vareš, dva vijećnika u Kiseljaku te po jednog u Jajcu, Travniku, Busovači i Brčkom distriktu. U tri općine, Domaljevcu, Orašju i Kreševu, dvije stranke nastupile su samostalno. U drugim bosanskohercegovačkim općinama dvije stranke uopće nisu sudjelovale ili su pokazale vrlo loše rezultate.
U tri općine gdje su stranke nastupile samostalno, HSS BiH je pokazao porast, a NHI pad popularnosti. Zbog činjenice da su lokalne organizacije HSS-a BiH bile u usponu, a NHI-a u padu, čelnici stranaka ostavili su slobodu lokalnim stranačkim organizacijama da neovisno odlučuju o sklapanju koalicije s NHI-em odnosno HSS-om BiH. S drugim strankama nisu koalirali. Na lokalnim izborima 2004. NHI je imao ukupno 37 vijećnika manje, a u općinama gdje je ranije bio zastupljen, Odžaku, Vitezu, Bugojnu, Konjicu, Gradačcu, Zavidovićima, Kotor Varoši, Žepču i Dravru, NHI je prestao postojati. Tome unatoč, HSS BiH je i dalje bio znatno slabija stranka od NHI-a, te stoga nisu mogli nastupiti pregovori o ujedinjenju dviju stranaka, usprkos dobrim odnosima čelnika stranaka.
U vrijeme općih izbora 2006. dvije stranke su se dodatno približile. NHI je na izborima nastupio u koaliciji s HSP-om Đapić-dr. Jurišić, no postigao je ponovno vrlo loše rezultate. S druge strane HSS BiH je na izborima nastupio u koaliciji Hrvatskog zajedništva zajedno s HKDU-om BiH, HDU-om BiH, Demokršćanima i HDZ-om 1990. Zahvaljujući kompenzacijskom mandatu, HSS BiH uspio je dobiti zastupnika u Zastupničkom domu Parlamenta FBiH i dva izaslanika u Domu naroda Parlamenta FBiH.
Zbog lošeg položaja NHI-a i boljeg položaja HSS-a BiH, ove dvije stranke postale su konačno ravnopravne pa su nastale pretpostavke za pregovore o ujedinjenju. Nakon višemjesečnih pregovaranja, 1. listopada 2007. u Sarajevu je održan ujedinjujući Sabor. Radi boljeg položaja u odnosu na NHI, HSS BiH dobio je bolje položaje u novoj ujedinjenoj stranci - Hrvatska seljačka stranka - Nova hrvatska inicijativa (HSS - NHI), njezino ime je bilo ispred imena NHI-a u nazivu, a na čelo stranke došao je predsjednik HSS-a BiH Tadić.

## Uspjesi na izborima

### Hrvatski član Predsjedništva BiH
| izbori | kandidat       | broj glasova | %      | ishod          |
| ------ | -------------- | ------------ | ------ | -------------- |
| 1998.  | Krešimir Zubak | 40 880       | 11,42% | trećeplasirani |
| 2002.  | Mijo Anić      | 16 345       | 8,77%  | trećeplasirani |

### Županijske skupštine u FBiH
| županija                 | broj zastupnika | broj zastupnika | broj zastupnika | broj zastupnika | broj zastupnika |
| županija                 | 1998.           | 2000.           | 2002.           | 2006.           |                 |
| ------------------------ | --------------- | --------------- | --------------- | --------------- | --------------- |
| Unsko-sanska             | 0 / 50          | 0 / 30          | 0 / 25          | 0 / 25          |                 |
| Posavska                 | 6 / 31          | 4 / 19          | 3 / 21          | 1 / 21          |                 |
| Tuzlanska                | 1 / 50          | 0 / 35          | 0 / 35          | 0 / 35          |                 |
| Zeničko-dobojska         | 2 / 50          | 1 / 35          | 0 / 35          | 0 / 35          |                 |
| Bosansko-podrinjska      | 0 / 31          | 0 / 25          | 0 / 25          | 0 / 25          |                 |
| Srednjobosanska          | 3 / 50          | 1 / 28          | 2 / 30          | 2 / 30          |                 |
| Hercegovačko-neretvanska | 0 / 50          | 0 / 28          | 0 / 28          | 0 / 28          |                 |
| Zapadnohercegovačka      | 0 / 31          | 0 / 21          | 0 / 23          | 0 / 23          |                 |
| Sarajevska               | 1 / 45          | 0 / 35          | 0 / 35          | 0 / 35          |                 |
| Hercegbosanska           | 1 / 30          | 0 / 23          | 0 / 25          | 0 / 25          |                 |
| ukupno                   | 14 / 418        | 6 / 279         | 5 / 282         | 3 / 282         |                 |